# 研究開発局
研究開発局（けんきゅうかいはつきょく、英語: Research and Development Bureau）は、文部科学省の内部部局の一つ。

## 職務
- 宇宙・航空分野の研究開発の推進
  - 国家基幹技術としての「宇宙輸送システム技術」の確立に向けた取組を推進
  - ロケット・衛星の宇宙開発基盤を強化する信頼性向上プログラムを推進
  - 地球観測サミット10年実施計画に応える衛星観測監視システムの構築を推進
  - 準天頂衛星やGXロケットなど、産業界と連携したプロジェクトを着実に推進
  - 国際宇宙ステーション等による宇宙環境利用を総合的に推進
  - 国産旅客機の研究開発など社会からの要請に応える航空科学技術の研究開発を推進
  - 未知なる宇宙及び太陽系の探査活動など知的資産の拡大に貢献する世界最高水準の宇宙科学研究を推進
- 原子力分野の研究開発の推進
  - 高速増殖炉「もんじゅ」等による核燃料サイクルの確立に向けた研究開発を推進
  - 未来のエネルギー選択肢の幅を広げるものと期待されるITER計画や幅広いアプローチ等の核融合や、人類の知的フロンティアの開拓と我が国の知的産業の創出等に貢献すると考えられる加速器等に関する先端的な原子力科学技術の推進
  - 立地地域との共生広報活動や積極的な情報提供により透明性を高めるための施策展開
- 海洋・地球・環境分野の開発の推進
  - 地球規模の環境問題や大規模自然災害、将来的な資源・エネルギー問題に対応する国家基幹技術「海洋地球観測探査システム」の確立に向けた取組を推進
  - 調査船やブイによる海洋観測、南極地域観測事業、衛星観測などにより、地球の姿を包括的に理解するための観測を推進
  - 観測データなどを基に、日本の誇るスーパーコンピュータ「地球シミュレータ」による地球温暖化、気候変動や将来の水資源・水災害等の予測・シミュレーション研究の推進
  - 地球深部探査船「ちきゅう」等で深海底を掘削し、地球環境変動の解明や地震発生メカニズムの解明、地殻内生命圏の探求などを目的とする統合国際深海掘削計画（IODP）を日米主導で推進
- 地震・防災分野の研究開発の推進
  - 首都直下地震の姿の詳細を明らかにし、耐震技術の向上や地震発生直後の迅速な震災把握等と連携して地震被害の大幅な軽減に資することを目的とした「首都直下地震防災・減災特別プロジェクト」の推進
  - 地震調査研究推進本部の方針の下、強い揺れに見舞われる可能性が高い地域の重点的調査観測や、地震計・津波計等を備えた稠密な海底ネットワークシステムを紀伊半島熊野灘沖に展開するための技術開発
  - 地震による被害の軽減を図るため、E-ディフェンスを用いて実物大規模の木造や鉄筋コンクリートの建物等の震動破壊実験を行い、破壊メカニズムの解明や耐震補強効果の検証等の推進

## 組織
- 局長
- もんじゅ・ふげん廃止措置対策監
- 開発企画課
- 地震火山防災研究課
- 海洋地球課
- 環境エネルギー課
- 宇宙開発利用課
- 原子力課
- 参事官（原子力損害賠償担当）
- 研究開発戦略官 (核融合・原子力国際協力担当)
- 研究開発戦略官 (宇宙利用・国際宇宙探査担当)
- 研究開発戦略官 (核燃料サイクル・廃止措置担当)

## 歴代局長

### 現職
| 氏名     | 出身省庁   | 前職                                     | 就任年月日    |
| -------- | ---------- | ---------------------------------------- | ------------- |
| 坂本修一 | 科学技術庁 | サイバーセキュリティ・政策立案総括審議官 | 2025年7月15日 |

### 過去
| 氏名     | 出身官庁   | 前職                             | 在任期間                      | 後職                               |
| -------- | ---------- | -------------------------------- | ----------------------------- | ---------------------------------- |
| 今村努   | 科学技術庁 | 科学技術庁原子力安全局長         | 2001年1月6日 - 2002年8月1日   | 科学技術政策研究所長               |
| 白川哲久 | 科学技術庁 | 国際統括官                       | 2002年8月1日 - 2003年7月25日  | 官房長                             |
| 坂田東一 | 科学技術庁 | 大臣官房審議官(研究開発局担当)   | 2003年7月25日 - 2005年7月15日 | 官房長                             |
| 森口泰孝 | 科学技術庁 | 大臣官房審議官                   | 2005年7月15日 - 2007年1月15日 | 科学技術・学術政策局長             |
| 藤田明博 | 科学技術庁 | 大臣官房政策評価審議官           | 2007年1月15日 - 2008年7月11日 | 内閣府政策統括官(科学技術政策担当) |
| 藤木完治 | 科学技術庁 | 大臣官房審議官                   | 2008年7月11日 - 2012年1月6日  | 文部科学審議官                     |
| 戸谷一夫 | 科学技術庁 | 日本原子力研究開発機構理事       | 2012年1月6日 ‐ 2013年7月8日   | 官房長                             |
| 田中敏   | 科学技術庁 | 大臣官房総括審議官               | 2013年7月8日 - 2015年1月16日  | つくば科学万博記念財団理事長       |
| 田中正朗 | 科学技術庁 | 大臣官房審議官(研究開発局担当)   | 2015年1月16日 - 2018年1月1日  | 日本科学未来館副館長               |
| 佐伯浩治 | 科学技術庁 | 内閣府宇宙開発推進事務局審議官   | 2018年1月1日 - 2019年7月9日   | 科学技術振興機構理事               |
| 生川浩史 | 科学技術庁 | 大臣官房長                       | 2019年7月9日 - 2022年1月1日   | 辞職                               |
| 真先正人 | 科学技術庁 | 日本医療研究開発機構執行役       | 2022年1月1日 - 2022年9月1日   | 辞職                               |
| 千原由幸 | 科学技術庁 | 科学技術・学術政策局長           | 2022年9月1日 - 2024年7月11日  | 科学技術・学術政策研究所長         |
| 堀内義規 | 科学技術庁 | 日本原子力研究開発機構上級執行役 | 2024年7月11日 - 2025年7月15日 |                                    |